# 2.ª División de Ejército (Argentina)
La 2.ª División de Ejército "Ejército del Norte" (D Ej 2) es una división del Ejército Argentino con asiento en Córdoba. Es una gran unidad de batalla dependiente del Comando de Adiestramiento y Alistamiento del Ejército.
La división mantiene su asiento y ejerce el comando de la guarnición de ejército de Córdoba, en el Camino de Calera km 9 ½, Provincia de Córdoba, junto al Batallón de Comunicaciones 141 y el Batallón de Inteligencia 141 "Grl. Iribarren".
Fue creada en 2011 sustituyendo al ex III Cuerpo de Ejército (Cpo Ej III), en el marco de una reorganización militar encarada durante ese año. Esta división porta el nombre "Ejército del Norte" guardando homenaje a este ejército independentista del Siglo XIX. Su jurisdicción abarca las guarniciones y cuarteles de las regiones centro y noroeste (NOE) de la República Argentina.

## Historia

### Orgánica
Su antecedente inmediato es el III Cuerpo de Ejército, creado en 1960.
El 1 de enero de 2011, se creó la 2.ª División de Ejército por Resolución 1633/2010 de la ministra de Defensa Nilda Garré. A la sazón el comando estaba integrado por la V Brigada de Montaña, la VIII Brigada de Montaña y la X Brigada Mecanizada.

## Organización

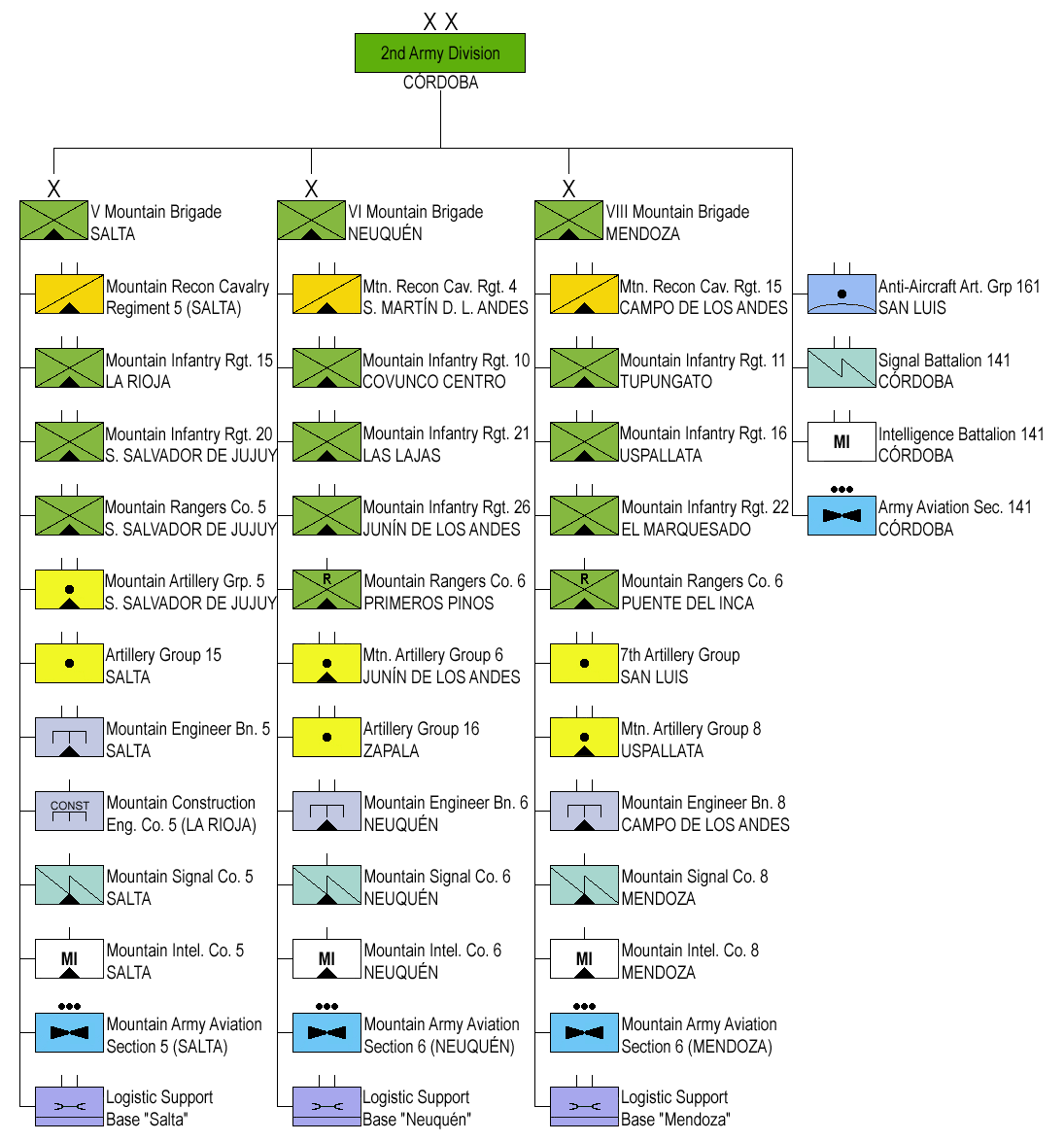
2.ª División de Ejército organización 2020

La composición, despliegue de paz y relaciones orgánicas de comando de la 2.ª División de Ejército «Ejército del Norte» (D Ej 2) es la siguiente:
- Comando de la 2.ª División de Ejército «Ejército del Norte» (Cdo D Ej 2). Guar Ej Córdoba (camino a La Calera, CD).[8] Bajo dependencia directa de este comando se hallan 3 grandes unidades de combate y varios elementos independientes (formaciones):[7][8]

Formaciones
- Batallón de Comunicaciones 141 (B Com 141). Guar Ej Córdoba (camino a La Calera, CD).
- Sección de Aviación de Ejército 141 (Sec Av Ej 141). Guar Ej Córdoba (Aeropuerto Int. Ing. Aer. A. Taravella, CD).
- Batallón de Inteligencia 141 «General Iribarren» (B Icia 141). Guar Ej Córdoba (camino a La Calera, CD).
- Destacamento de Vigilancia Cuartel «Santiago del Estero» (Dest Vig Cu Santiago del Estero). Cu Ej Santiago del Estero (SE).[nota 2][9]

### Unidades dependientes
Las grandes unidades de combate que siguen dependen del Comando de la 2.ª División de Ejército:
- V Brigada de Montaña (Br M V)
- VI Brigada de Montaña (Br M VI)
- VIII Brigada de Montaña (Br M VIII)

## Condecoraciones
Condecoraciones otorgadas a la 2.ª División de Ejército:
- «La Patria a su defensor en Tucumán»
- «La Patria a los vencedores de Salta»
- «Benemérito de la Patria en alto grado»